# T1 (Tanzania)
De T1 of Trunk Road 1 is een hoofdweg in Tanzania die loopt van de stad Dar es Salaam via Morogoro, Iringa en Mbeya naar de Zambiaanse grens bij Tunduma. In Zambia loopt de weg verder als T2 naar Lusaka. De T1 is ongeveer 1000 kilometer lang.
Tussen Iringa en Zambia is de T1 onderdeel van de Trans-Afrikaanse weg 4, de internationale weg tussen Caïro in Egypte en Kaapstad in Zuid-Afrika.
T1 · 
T2 · 
T3 · 
T4 · 
T5 · 
T6 · 
T7 · 
T8 · 
T9 · 
T10 · 
T11 · 
T12 · 
T13 · 
T14 · 
T15 · 
T16 · 
T17 · 
T18 · 
T19 · 
T20 · 
T21 · 
T22 · 
T23